# 京都府道117号小野山科停車場線
京都府道117号小野山科停車場線（きょうとふどう117ごう おのやましなていしゃじょうせん）は、京都府京都市山科区を通る一般府道である。

## 概要
京都市山科区小野葛籠尻町からに京都市山科区安朱北屋敷町至る。別名「醍醐街道」。
後から作られた京都外環状線と重なる部分がある。

### 路線データ
- 起点：京都市山科区小野葛籠尻町（滋賀県道・京都府道35号大津淀線交点）
- 終点：京都市山科区安朱北屋敷町（JR西日本東海道本線・湖西線・京都市営地下鉄東西線 山科駅・京阪京津線 京阪山科駅前、京都府道116号渋谷山科停車場線終点）

## 路線状況

### 別名
- 醍醐街道

### 重複区間
- 京都府道116号渋谷山科停車場線（京都市竹鼻地蔵寺南町・渋谷醍醐道交差点 - 京都市山科区安朱北屋敷町（終点））
- 京都府道143号四ノ宮四ツ塚線（京都市山科区竹鼻竹ノ街道町 - 京都市山科区竹鼻竹ノ街道町・外環三条交差点）

## 地理

### 通過する自治体
- 京都市（山科区）

### 交差する道路
| 交差する道路                                                   | 交差する場所   | 交差する場所     |
| -------------------------------------------------------------- | -------------- | ---------------- |
| 滋賀県道・京都府道35号大津淀線 / 大岩街道・大津街道            | 小野葛籠尻町   | 起点             |
| 国道1号 / 五条バイパス 国道8号 重複                            | 東野狐藪町     |                  |
| 京都府道116号渋谷山科停車場線 / 渋谷街道 重複区間起点          | 竹鼻地蔵寺南町 | 渋谷醍醐道交差点 |
| 京都府道143号四ノ宮四ツ塚線 / 三条通 重複区間起点              | 竹鼻竹ノ街道町 |                  |
| 京都府道143号四ノ宮四ツ塚線 / 三条通 重複区間終点 京都外環状線 | 竹鼻竹ノ街道町 | 外環三条交差点   |
| 京都府道116号渋谷山科停車場線 重複区間起点                     | 安朱北屋敷町   | 終点             |

### 交差する鉄道
- 東海道新幹線

### 沿線
- 京都市立小野小学校
- 京都市立勧修中学校
- 山科区役所
- 京都市営地下鉄東西線 椥辻駅
- 東部文化会館
- 京都市立山階小学校
- 愛生会山科病院
- 関西みらい銀行山科支店
- ラクト山科（大丸山科店）
- JR西日本東海道本線・湖西線・京都市営地下鉄東西線 山科駅
- 京阪京津線 京阪山科駅